# AID JAM
AID JAM（エイド・ジャム）は日本のミクスチャーバンド、ORANGE RANGEの公式ファンクラブ、『RANGE AID』によるファンクラブイベントである。

## 概要
- ORANGE RANGEの全国ツアーの前に行われることが多く、（2005年のツアーИATURAL頃から）全国のライブハウス規模の会場をまわり、ライブを行う。AID JAM 005からは、Zeppを会場としている。

- 普段のライヴではあまり演奏されることのない、シングルのカップリング曲なども演奏されることがある。AID JAM 007では、ファンから演奏してほしい曲のリクエストをとり、それを元にセットリストを作成。その結果、シングル楽曲が「落陽」のみとなった。ちなみにこの「落陽」は、リクエスト1位となった曲。

- 2008年頃からZepp以外のライブハウスも会場としている。